# Třída Ulsan
Třída Ulsan je třída víceúčelových fregat námořnictva Korejské republiky. Byly to vůbec první fregaty navržené a postavené přímo v Jižní Koreji. Třídu tvoří devět jednotek, postavených v letech 1979–1993. Jejich vyřazování začalo roku 2014. V roce 2023 zůstávaly ve službě poslední dvě jednotky.
Na základě této třídy byla postavena ještě značně modernizovaná fregata Bangabandhu, kterou si objednala Bangladéš.

## Stavba
Na stavbě devíti fregat této třídy se podílely čtyři loděnice – Hyundai Heavy Industries, Daewoo Heavy Industries, Korea Tacoma Marine Industries a Korean Shipbuilding and Engineering. Stavba probíhala v letech 1979–1993, přičemž první jednotka Ulsan byla do služby zařazena v roce 1981. Prvních pět jednotek se od následující čtveřice liší ve složení výzbroje a elektroniky.
Jednotky třídy Ulsan:
| Jméno               | Spuštěna        | Vstup do služby   | Status                     |
| ------------------- | --------------- | ----------------- | -------------------------- |
| Ulsan (FFK-951)     | 8. dubna 1980   | 1. ledna 1981     | vyřazena 30. prosinec 2014 |
| Soul (FFK-952)      | 24. dubna 1984  | 30. června 1985   | vyřazena 31. prosinec 2015 |
| Čchungnam (FFK-953) | 26. srpna 1984  | 1. června 1986    | vyřazena 27. prosince 2017 |
| Masan (FFK-955)     | 26. října 1984  | 20. července 1985 | vyřazena 24. prosince 2019 |
| Kjongpuk (FFK-956)  | 15. ledna 1986  | 30. května 1986   | vyřazena 24. prosince 2019 |
| Čolnam (FFK-957)    | 19. dubna 1988  | 17. června 1989   | vyřazena 30. prosince 2022 |
| Čedžu (FFK-958)     | 3. května 1988  | 1. ledna 1990     | vyřazena 30. prosince 2022 |
| Pusan (FFK-959)     | 20. února 1992  | 1. ledna 1993     | aktivní                    |
| Čondžu (FFK-961)    | 20. března 1992 | 1. ledna 1993     | aktivní                    |

## Konstrukce

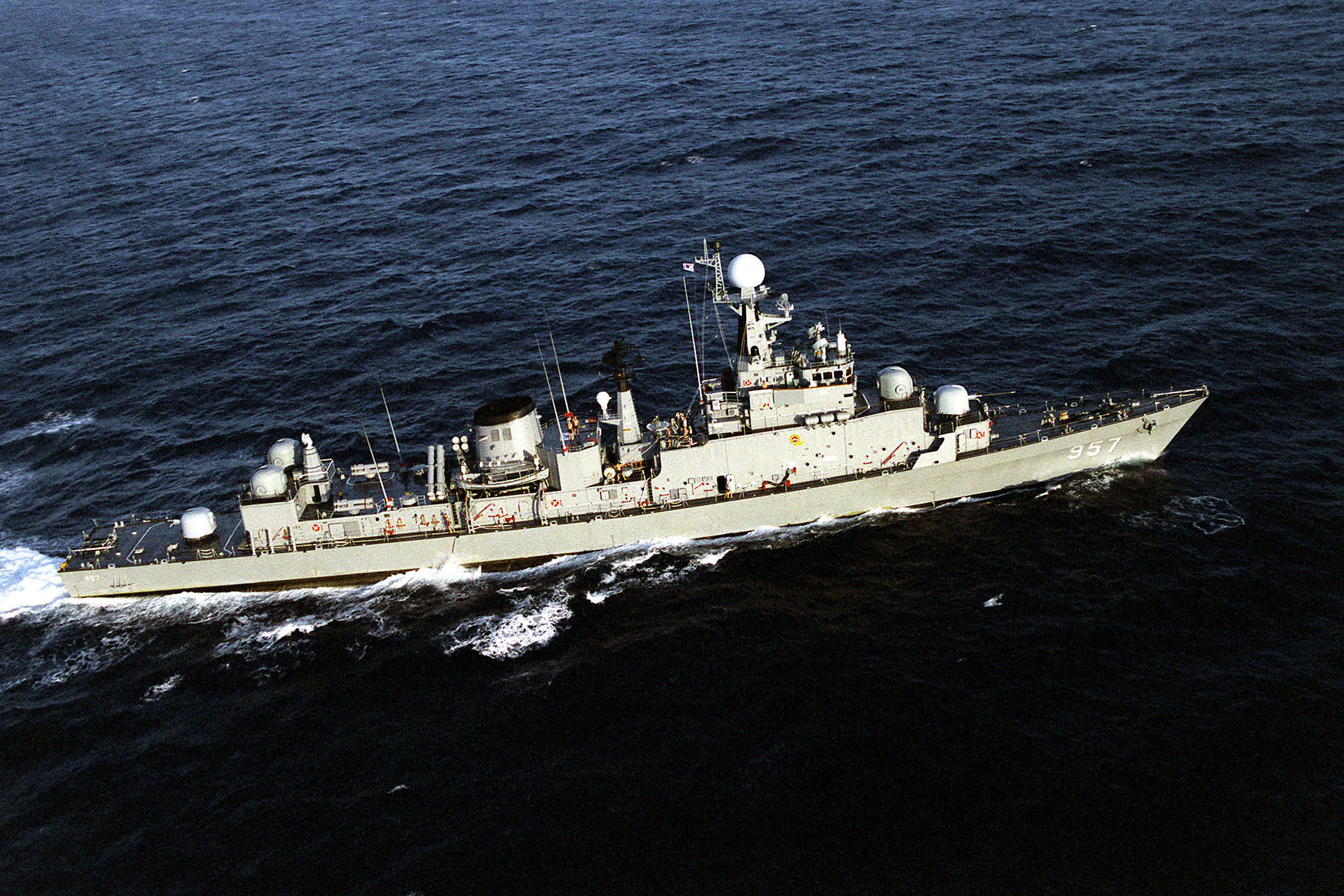
Fregata třídy Ulsan v pozdější verzi

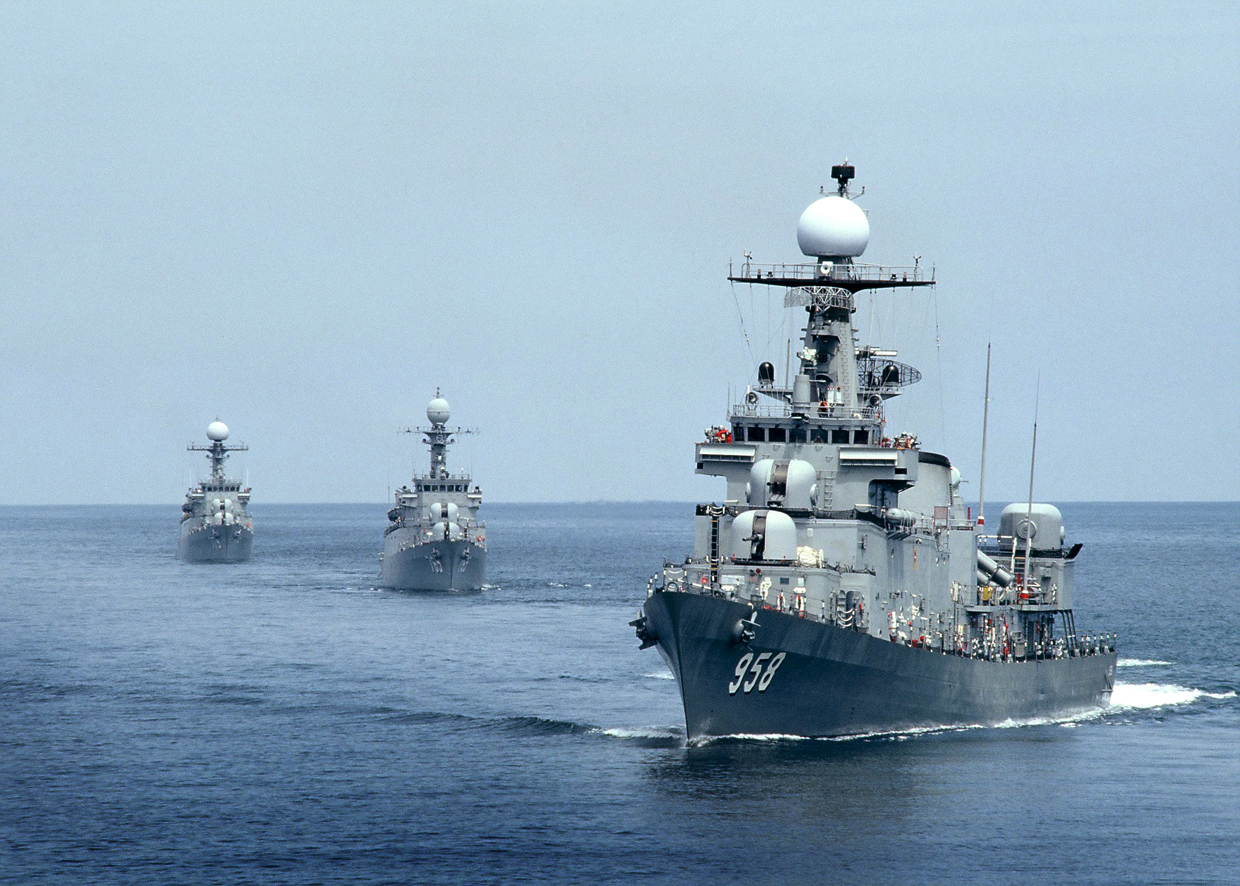
Čedžu (FFK-958)

Fregaty jsou vzhledem ke svému výtlaku poměrně silně vyzbrojeny. Výzbroj počáteční verze tvoří dva 76mm kanóny OTO Melara, čtyři dvouhlavňové 30mm protiletadlové kanóny, osm protilodních střel Harpoon a dva tříhlavňové 324mm protiponorkové torpédomety. Pozdější verze se liší protiletadlovou výzbrojí, kterou tvoří tři komplety DARDO se 40mm dvojkanóny.
Pohon je typu CODOG. Při plavbě ekonomickou rychlostí loď pohánějí dva diesely MTU 12V 956 TB82 o celkovém výkonu 3600 hp, zatímco v bojové situaci jsou diesely vypnuty a korvetu pohání jedna plynová turbína General Electric LM2500 o celkovém výkonu 27 200 hp. Lodní šrouby se stavitelnými lopatkami jsou dva. Nejvyšší rychlost je 35 uzlů. Dosah je 4400 námořních mil při rychlosti patnáct uzlů (na dieselový pohon).